# Duncan Gregg
Duncan Smith Gregg, ameriški veslač, * 28. februar 1910, † 14. februar 1989.
Gregg je leta 1932 na Poletnih olimpijskih igrah v Los Angelesu veslal v osmercu, ki so ga sestavljali študenti Univerze Berkeley. Ameriški čoln je osvojil zlato medaljo. 
Leta 1969 so bili člani tega osmerca sprejeti v ameriški veslaški hram slavnih. 